# Тарс Таркас
Тарс Таркас (англ. Tars Tarkas) — персонаж из серии книг про «Барсум» Эдгара Райса Берроуза. Великий воин и лидер среди своего народа и племени (жестоких тарков), он обладает чувством сострадания и сочувствия, нехарактерными для его расы. В первом романе «Принцесса Марса» с помощью землянина и великого воина Джона Картера он становится джеддаком, или просто правителем тарков.
Тарс первый барсумец, с которым сталкивается Джон Картер, когда он переносится на Марс. Когда Тарс обнаруживает, что Картер осматривает инкубатор тарков (в котором находились яйца племени, спрятанные на срок до 5 лет до вылупления), он пытается убить Картера. Попытка терпит неудачу, и вместо этого Тарс забирает его с собой и отвозит в ближайший заброшенный город, в котором племя Тарса временно поселилось. Когда, во время ссоры, Картер убивает одного из тарков в поединке, Тарс сообщает ему, что он получил звание и имущество своего противника.
В течение следующих недель Картер начинает уважать Тарса за его воинское мастерство и лидерские качества. Картер также обнаруживает, что у Тарса есть секрет: давным-давно он влюбился и вместе со своей любимой женщиной Гозавой завёл ребёнка (яйцо), за что у тарков полагалась смертная казнь, так как таркам нельзя иметь семьи. Тарс и Гозава спрятали яйцо и тайно инкубировали его. Однако когда Тарсу было приказано отправиться в долгую военную экспедицию, в тот момент ребёнок наконец вылупился, Гозава, поняв, что за ней следят, спрятала своего ребёнка среди других новорождённых детей из общего инкубатора. Материнство Гозавы (хотя и не личность ребёнка) было раскрыто, и её замучил, а потом убил таркский вождь Тал Хаджус за преступление против законов тарков. Однако даже под пытками она отказалась назвать отца и ребёнка. Дочь зовут Сола, она дружит с Картером и рассказала ему эту историю и личность своего отца.
Когда он узнаёт об этом, у Картера усиливается симпатия и восхищение Тарсом, и он решает сделать всё возможное, чтобы помочь ему. Со временем они стали друзьями, и Картер, сбежавший от тарков ради спасения Деи Торис, возвращается к ним и помогает организовать дуэль между Тарсом и Тал Хаджусом, джеддаком Тарка. Тарс побеждает того в поединке и по закону Тарка становится джеддаком. В благодарность за помощь Тарс становится одним из ближайших друзей и союзников Картера. Он появляется в ряде других серий романов.

## Молодость
То, что мы знаем о юности Тарса Таркаса, связано с тем, что Сола рассказывает Джону Картеру в первой книге серий про Барсум «Принцесса Марса». Несмотря на то, что он воин жестокой орды тарков, где выражение сострадания и сочувствия считаются тарками слабостью, Тарс Таркас влюбляется в Гозаву, молодую зелёную марсианку, которая также ответила ему взаимными чувствами. Тарс Таркас и Гозава сумели сохранить свою любовь в тайне в течение 6 лет. Через год Гозава откладывает яйцо, плод их любви, которое они тайно кладут инкубировать на вершине заброшенной городской башни и посещают лишь раз в год, опасаясь привлечь внимание других Тарков. Молодой воин, не имеющий силы, Тарс Таркас решает подняться по иерархической лестнице тарков, чтобы однажды бросить вызов джаддаку, Талу Хаджусу. В то время как он и Гозава любят друг друга уже 5 лет, а он уже является уважаемым воином, ему поручено возглавить экспедицию отправляющуюся на юг, что отдаляет его от города Тарк на 4 года, что мешает ему действовать в нужное время.
Через год после его ухода яйцо разломалось и вылупилось их дочь Сола. Гозава начинает наставлять юную таркианку, окружая её любовью и заботой, но однажды их обнаруживает Саркойя, жестокая старая таркианка, которая последовала за ней во время одного из её ночных и тайных визитов к дочери. В то время как Саркойя собирается доложить на Гозаву Тал Хаджуу, но Гозава успевает воспользоваться прибытием экспедиции, которая отправлялась за маленькими тарками в инкубатор, и смешивает Солу с остальным молодняком в проезжающей повозке, наставляя её в последний раз. Затем Гозаву хватают и замучивают до смерти пытаясь выдавить из неё имя её воина, виновного с ней в любви, чего она отказывалась сделать до последнего вздоха, к тому же поклявшись, что она убила своего ребёнка, чтобы он не попал к ним в руки. Когда 3 года спустя Тарс Таркас возвращается из своей экспедиции, он узнаёт о смерти своего ребёнка и его любви. С того момента он становится самым жестоким из тарков и продолжает своё восхождение в орде, преследуя цель однажды заставить Тал Хаджуса заплатить за свои преступления. Когда начинается история с Джоном Картером, Тарс Таркас не знает, что Сола, одна из его последовательниц, является его дочерью, и он также не знает, что Саркойя, другая его последовательница, ответственна за смерть его возлюбленной.

## Встреча с Джоном Картером
В первые минуты после прибытия Джона Картера на Марс, Тарс Таркас был первым марсианином, которого встречает Джон Картер (Картер получил возможность созерцать молодых зелёных марсиан, едва вылупившихся, так как он просыпается на Марсе рядом с инкубатором яиц тарков). На самом деле, первым рефлексом Тарса Таркаса была попытка убить Джона Картера, чтобы защитить маленьких тарков. Когда Картер спасается с помощью гигантского прыжка, который был возможен из-за его физиологического развития отличного от марсиан, Тарс обнаруживает, что Джон Картер не вооружён, и решает захватить его, чтобы показать его своему джеду, Лоркуасу Птомелу, и его джеддаку, Тал Хаджусу. Тарс Таркас поручает воспитание Джона Картера, не говорящего по-марсиански, заботам его последовательниц, в частности Соле и Саркойе. Вскоре между Тарсом Таркасом и его пленником начинает появляться нечто подобное дружбе. Когда Джон узнаёт историю Солы и Тарса, у Картера усиливается симпатия и восхищение Тарсом, и он решает сделать всё возможное, чтобы помочь ему.

## Джеддак тарков
После того, как Джон Картер сбежал с Деей Торис и Солой и пережил различные приключения, мчась по воздуху на флаере в Гелиум, он натыкается на битву между зелёными марсианами, он присоединяется к битве и спасает Тарса Таркаса и его людей, который благодарит его и открыто предлагает ему свою дружбу. Тал Хаджус потребовал, чтобы перед ним предстал Джон Картер, Тарс Таркас предложил ему бежать, от чего тот отказался, зная, что этот жест будет стоить Тарсу жизни. Затем Джон Картер рассказывает Тарсу Таркасу, что Сола его дочь. Перед Тал Хаджусом Джон Картер обличает совет джедов, в том числе Лоркваса Птомеля, показывая им, что Тал Хаджус трус и мерзавец. Затем совет джедов решает, что Тал Хаджус должен сражаться с Тарсом Таркасом, который победив становится джеддаком Тарков, и в благодарность решает помочь Джону Картеру освободить свою джеддару Дею Торис, захваченную Зодангой. Тарки нападают и грабят Зодангу, а затем заключают союз с Гелиумом.

## Приключения с Джоном Картером
Когда Джон Картер исчезает в конце книги Принцесса Марса, Тарс Таркас пытается найти его. В отчаянии он решает искать своего лучшего друга в последнем месте Барсума, куда, по его предположению, мог попасть Картер: в долине Дор, рае, обещанном марсианам в конце паломничества по реке Ис. Он попадает в долину Дор и подвергается нападению людей-растений, через несколько минут после того, как сам Джон Картер снова попал на Марс с Земли, в начале книги Боги Марса, романы, посвящённые приключениям Джона Картера и Тарса Таркаса. Два друга расстаются, когда чёрные пираты нападают на крепость тернов: Тарс Таркас бежит с Тувией на летающем корабле. Затем Тарс Таркас и тарки примут участие в нападении на владения тернов и чёрных марсиан, и точно так же его орды примут участие в падении Окара, города жёлтых людей, во Владыке Марса.

## Фильмы
- Тарса Таркаса сыграл Мэтт Ласки в фильме «Принцесса Марса», который был записан на DVD .
- Уиллем Дефо сыграл Тарса в фильме Джон Картер 2012 года[3].

## Влияние
Финский режиссёр Аарне Таркас (первоначально Аарне Саастамойнен) был поклонником книг про Джона Картера и взял своё имя от Тарса Таркаса.
В романе Кедж Бейкер «Императрица Марса» земные колонисты на Марсе празднуют Рождество и поселенец появляется в костюме «Дяди Тарс Таркаса», даря подарки детям, как если бы он был Дедом Морозом или Санта-Клаусом.
Персонаж Тарс в фильме «Интерстеллар» был назван в честь Тарса Таркаса.